# Лешкова, Ольга Ивановна
О́льга Ива́новна Лешко́ва (до 1917 — Ляшко́ва; 3 декабря 1883, Гельсингфорс — 17 февраля 1942, Ленинград) — российский и советский литератор, музыкант. Одна из создателей и участников литературно-художественной группы русских футуристов «Бескровное убийство», автор замысла и текстов почти ко всем номерам одноимённого журнала.

## Биография
Ольга Ляшкова родилась 3 декабря 1883 года в Гельсингфорсе в семье окружного прокурора и судьи Петербургского военно-окружного суда Ивана Денисовича Ляшкова и пианистки, преподавателя музыки, сотрудницы (1895—1917) Депо по продаже и прокату пианино и роялей в Павловске Виктории Матвеевны Ляшковой. Сестра-близец балетного критика и мемуариста Дениса Лешкова. Получила гимназическое и музыкальное образование в Санкт-Петербурге.
Предположительно в конце 1900-х — начале 1910-х годов Ляшкова познакомилась с Михаилом Ле-Дантю и была связана с ним до его смерти в 1917 году. С 1914 года их связало общее дело — футуристический кружок «Бескровное убийство», идея которого восходила к 1911—1913 году. Другой участник «Бескровного убийства», Янко Лаврин, называл Лешкову «весёлой и необыкновенно остроумной приятельницей художника Ле-Дантю». Ещё один участник «Бескровного убийства», Николай Лапшин, называл Ольгу Лешкову «добрым гением» Михаила Ле-Дантю. После ухода Ле-Дантю на фронт в начале 1916 года Лешкова постоянно писала ему письма. Современный исследователь характеризует отношения Лешковой и Ле-Дантю на основе её писем как «глубоко доверительные, а порой и интимные».
Ольга Лешкова была автором замысла «домашнего» журнала «Бескровное убийство» и текстов почти ко всем его номерам и автором музыки к инсценировке первой заумной драмы Ильи Зданевича «Янко крУль албАнскай», поставленной 3 декабря 1916 года в мастерской Михаила Бернштейна. Импульсом к написанию пьесы для Зданевича послужил «Албанский выпуск» журнала «Бескровное убийство», а саму пьесу Зданевич посвятил Ольге Лешковой.
В 1917—1918 годах Ольга Лешкова вела организационную и частично редакторскую работу литературно-художественной артели «Сегодня».
В первой половине 1930-х годов Лешкова передала в Государственный литературный музей документальные и художественные материалы, связанные с Михаилом Ле-Дантю.
В конце 1930-х годов Лешкова числилась экскурсоводом Ленинградского музея городской скульптуры, откуда была уволена 2 августа 1941 года.
Погибла во время блокады Ленинграда 17 февраля 1942 года.